# Hans Lindqvist
Hans Lindqvist (ur. 9 stycznia 1942 w Gävle) – szwedzki polityk i prawnik, poseł do Parlamentu Europejskiego IV kadencji.

## Życiorys
W 1968 ukończył studia prawnicze na Uniwersytecie w Uppsali, kształcił się również w Genewie. Praktykował w zawodzie prawnika. Zaangażował się w działalność polityczną w ramach Partii Centrum. Przed referendum akcesyjnym w 1994 prowadził kampanię nawołującą do głosowania na „nie”, był przewodniczącą antyunijnej grupy „Nej till EU”. W wyborach w 1995 uzyskał z ramienia centrystów mandat eurodeputowanego, który wykonywał do końca kadencji w 1999. Zasiadał w grupie liberalnej, a także w Komisji ds. Zagranicznych, Bezpieczeństwa i Polityki Obronnej. W późniejszych latach zaangażowany w działalność samorządową w ramach regionu Sztokholm.